# 大會議
大会议（拉丁語：Magnum Concilium）是英格蘭歷史上多次召开的政治会议，当时英国贵族（baronage）和教会领袖被召集起来与国王讨论国家事务。13世纪时，大会议被从议会體制中发展出来的英格兰议会所取代。大会议最后一次召开是在1640年，由查理一世召集。

## 中世纪

### 盎格鲁-萨克森前身
Magnum concilium（拉丁语中的 "大会议"）的起源可以追溯到10世纪，当时一个统一的英格兰王国由几个较小的王国组成。在盎格鲁-撒克逊时代的英格兰，国王会召开由贵族和教士组成的议事会议，称为 "贤人会议"（witan）。这些会议的人数从二十五人到数百人不等，包括主教、修道院院长、领主和塞恩（thegn）。贤人会议在圣诞节、复活节和圣灵降临节这三个节日以及其他时间定期开会。在过去，国王通过巡回法庭（royal itineration）与贵族互动，但新王国的规模使这种做法不切实际。让贵族们来找国王开贤人会议是国王保持对王国控制的一个重要选择。
贤人会议有几种功能。他们似乎在选举国王方面发挥了作用，特别是在继承权有争议的时期。它们是王权的戏剧性展示，因为它们与戴冠仪式相吻合。他们也是接受请愿和在大人物之间建立共识的论坛。国王会发放赞助，如授予书田（bookland），这些都记录在由出席者见证和同意的宪章（charter）中。对职务的任命，如对主教职位或领主职位的任命，也是在会议期间进行的。此外，重要的政治决定也是在与贤人协商后作出的，如开战和签订条约。贤人会议还帮助国王制定盎格鲁-撒克逊法典，并充当重要案件（如涉及国王或重要人物的案件）的法庭。

### 诺曼征服后的英格兰
1066年诺曼征服后，征服者威廉（1066-1087年）延续了召集权贵会议审议国家事务、进行国家审判和制定法律的传统；尽管现在的立法采取了令状（writs）而非法典的形式。这些会议开始被称为 "大会议"（magnum concilium）。虽然国王可以接触到熟悉的顾问，但这种私人建议不能取代建立共识的重要性，而且过度依赖亲近的顾问可能导致政治不稳定。大会议之所以受到重视，正是因为它的 "政治风险较小，可以更广泛地分担责任，并吸引了更多的教士和贵族参与决策"。
与会的成员中国王的直属封臣（tenant-in-chief），如较大土地的领主：大主教、主教、修道院院长、伯爵和男爵，都是通过国王个人命令召集的，但有时较小的领主也会被治安官召集（这些人一般都是小地主，有时会被称之为“骑士”）。诺曼征服后（1066-1154年）的政治，除了国王和主要神职人员外，还由大约200名富有的平信徒主导，但高级教会人士（如主教和修道院院长）本身就是重要的权贵。根据《末日审判书》，1066年英国教会拥有全国土地的25%至33%。

### 金雀花王朝
传统上，大会议不涉及征税。皇家财政来自于土地收入、封建财政义务（feudal aid）和附带义务，以及皇家司法的收益。这种情况在亨利二世统治末期（1154-1189年）发生了变化，因为需要为第三次十字军东征提供资金以及赎回理查德一世，并为金雀花王朝和卡佩王朝之间的一系列战争支付费用。1188年，亨利二世获得会议的同意，征收萨拉丁十一税。此后，在会议中获得权贵同意征税的先例被遵循。在这个过程中，会议承担了一个更具代表性的角色，因为他们实际上是代表王国的纳税人来同意的。同时，这些财政压力在贵族集团和王室之间造成了新的政治紧张。
约翰国王（1199-1216年）在主持正义时表现出偏袒，提出沉重的财政要求，并滥用他对封建义务的权利，从而疏远了贵族集团。1215年，贵族迫使约翰王遵守与早期国王颁布的宪章类似的自由宪章（charter of liberties）。该文件被称为《大宪章》（拉丁语“Magna Carta”）做出了对后来议会发展很重要的三个前提：
1. 国王应受法律约束
2. 国王只有在征得 "王国共同体 "（community of the realm）的同意后才能制定法律和征收税款（习惯法上的的封建税款除外）
3. 臣民对国王的服从是有条件的，不是绝对的。
虽然规定 "未经共同协商 "不得征税的条款在后来的再版中被删除，但它仍然被遵循。《大宪章》将为国王提供建议的封建义务转化为同意权。宪章中保障的自由被授予 "我们王国的所有自由人"，但由议会中的贵族来代表他们。
在约翰的儿子亨利三世（Henry III，1216-1272年）统治期间，大会议开始被称为议会（parliament），它来自于11世纪末首次使用的法语parlement，其含义是议会或谈话。 英格兰议会将在亨利的儿子爱德华一世（Edward I，1272-1307年）统治期间继续发展。

## 都铎王朝和斯图亚特王朝
根据《牛津英国史》，亨利七世在15世纪的最后几年中召集了六次会议，但此后它就被废弃了。1640年秋，查理一世在解散短期议会并在对苏格兰的主教战争中遭受失败后，召集了几代以来的第一次大会议。会议向查理一世提供了20万英镑的贷款以支付军队并鼓励查理与苏格兰进行一次不成功的谈判，而拒绝恢复其古老的管理角色，并敦促查理召开新的议会。从那时起，会议就没有再召开过。